# Zbigniew Pocialik
Zbigniew Pocialik (ur. 1 czerwca 1945 w Warszawie, zm. 27 grudnia 2020 tamże) – polski piłkarz występujący na pozycji bramkarza, trener piłkarski.

## Kariera
Seniorską karierę rozpoczynał w Warszawiance. W styczniu 1963 roku przeszedł do Gwardii Warszawa. W sezonie 1962/1963 zadebiutował w I lidze. W sezonie 1974/1975 występował w belgijskim Beveren (zagrał w siedmiu meczach), a w sezonie 1975/1976 – w Polonii Bydgoszcz. W Bydgoszczy w II lidze, w barwach Polonii rozegrał 12 meczów. W 1976 roku wrócił do Gwardii Warszawa. W 1979 roku zakończył karierę. Ogółem w Gwardii rozegrał 176 meczów w I lidze. Ponadto wystąpił w siedmiu meczach w europejskich pucharach (1969/1970, 1973/1974).
Po zakończeniu kariery pełnił funkcję trenera. Pracował jako trener bramkarzy m.in. w reprezentacji Polski, Polonii Warszawa i Świcie Nowy Dwór Mazowiecki. Jako pierwszy trener szkolił piłkarzy m.in. Gwardii Warszawa, Olimpii Warszawa (awans do III ligi) i Świtu Nowy Dwór Mazowiecki.

## Statystyki ligowe
| Sezon         | Klub              | Liga          | Mecze | Gole |
| ------------- | ----------------- | ------------- | ----- | ---- |
| 1961/1962     | Warszawianka      | III liga      | ?     | ?    |
| 1962/1963 (j) | Warszawianka      | III liga      | ?     | ?    |
| 1962/1963 (w) | Gwardia Warszawa  | I liga        | 3     | 0    |
| 1963/1964     | Gwardia Warszawa  | I liga        | 21    | 0    |
| 1964/1965     | Gwardia Warszawa  | I liga        | 13    | 0    |
| 1965/1966     | Gwardia Warszawa  | I liga        | 19    | 0    |
| 1966/1967     | Gwardia Warszawa  | II liga       | ?     | ?    |
| 1967/1968     | Gwardia Warszawa  | I liga        | 9     | 0    |
| 1968/1969     | Gwardia Warszawa  | II liga       | ?     | ?    |
| 1969/1970     | Gwardia Warszawa  | I liga        | 26    | 0    |
| 1970/1971     | Gwardia Warszawa  | I liga        | 25    | 0    |
| 1971/1972     | Gwardia Warszawa  | I liga        | 22    | 0    |
| 1972/1973     | Gwardia Warszawa  | I liga        | 18    | 0    |
| 1973/1974     | Gwardia Warszawa  | I liga        | 12    | 0    |
| 1974/1975     | SK Beveren-Waas   | Eerste klasse | 7     | 0    |
| 1975/1976     | Polonia Bydgoszcz | II liga       | ?     | ?    |
| 1976/1977     | Gwardia Warszawa  | II liga       | ?     | ?    |
| 1977/1978     | Gwardia Warszawa  | II liga       | ?     | ?    |
| 1978/1979     | Gwardia Warszawa  | I liga        | 8     | 0    |